# Samay

Ashoka Chakra có tiếng nói trong mỗi 24 giờ trong một ngày

Trong tiếng Phạn, Samay (समय) là "thời gian được chỉ định hoặc thích hợp, [thời điểm] thích hợp để làm bất cứ điều gì." Theo cách nói chung, samay là một đơn vị thời gian. Samay chakra là bánh xe thời gian hoàn hảo quay về phía trước không ngừng.

## Ý nghĩa
Theo cách sử dụng hiện tại, samay có nghĩa là "thời gian" trong các ngôn ngữ Ấn Độ như tiếng Bengal, tiếng Hindi, tiếng Marathi, tiếng Gujurat.

## Kỳ Na giáo

### Ý nghĩa
Samay đại diện cho phần thời gian vô hạn nhất không thể chia thêm. Nháy mắt, hoặc khoảng một phần tư giây, có vô số samay trong đó. Đối với tất cả các mục đích thực tế, một giây xảy ra là phép đo thời gian tốt nhất. Tuy nhiên, Kỳ Na giáo nhận ra một phép đo thời gian rất nhỏ được gọi là samay, đây là một phần rất nhỏ trong một giây.

### Phép đo
Sau đây là các phép đo thời gian được chấp nhận bởi Kỳ Na giáo: Thời gian không thể chia nhỏ = 1 samay 

 Vô số samay = 1 avalik

 16.777.216 avalik = 1 Muhurt 

 30 Muhurtas = 1 ngày đêm 

 15 ngày đêm = 1 Paksha (hai tuần) 

 2 Pakshas = 1 tháng 

 12 tháng = 1 năm 

 Vô số năm = 1 Palyopam 

 10 triệu triệu Palyopam = 1 Sāgaropam 

 10 triệu triệu Sāgaropams = l Utsarpini hoặc 1 Avasarpini 

 1 Utsarpini + Avasarpini = 1 Kālchakra (Một chu kỳ một lần).

### Ví dụ
Khi một Arihant đạt đến giai đoạn moksha (giải thoát), linh hồn du hành đến Siddhashila (cõi cao nhất trong vũ trụ) trong một samay.

## TrongẤn Độ giáo
Samay là đơn vị thời gian cơ bản trong thần thoại Hindu cổ đại. Hiện nay, nó được sử dụng đồng nghĩa với thời gian.

## Samay trong âm nhạc
Samay là một thuật ngữ được sử dụng trong âm nhạc cổ điển Ấn Độ để phân loại ragas một cách lỏng lẻo vào thời gian trong ngày. Mỗi raga có một khoảng thời gian cụ thể trong ngày (Prahar) khi nó được thể hiện.
Ở Gandharva-Veda, ngày được chia thành các khoảng thời gian dài ba giờ: 4-7 sáng, 7-10 sáng, v.v. Khái niệm thời gian ở Gandharva-Veda được tuân thủ nghiêm ngặt hơn, ví dụ, trong âm nhạc Carnatic.